# Fuente de Pedro Naharro
Fuente de Pedro Naharro – gmina w Hiszpanii, w prowincji Cuenca, w Kastylii-La Mancha, o powierzchni 63,72 km². W 2011 roku gmina liczyła 1349 mieszkańców.